# Silogo-Logo
Silogo-Logo is een bestuurslaag in het regentschap Padang Lawas Utara van de provincie Noord-Sumatra, Indonesië. Silogo-Logo telt 203 inwoners (volkstelling 2010).